# Sternberg (Mecklenburg)
Sternberg is een stad en gemeente in de Duitse deelstaat Mecklenburg-Voor-Pommeren. De plaats maakt deel uit van de Landkreis Ludwigslust-Parchim.
Sternberg telt 4.120 inwoners. De stad is tevens de bestuurszetel van het Amt Sternberger Seenlandschaft.

## Beschrijving

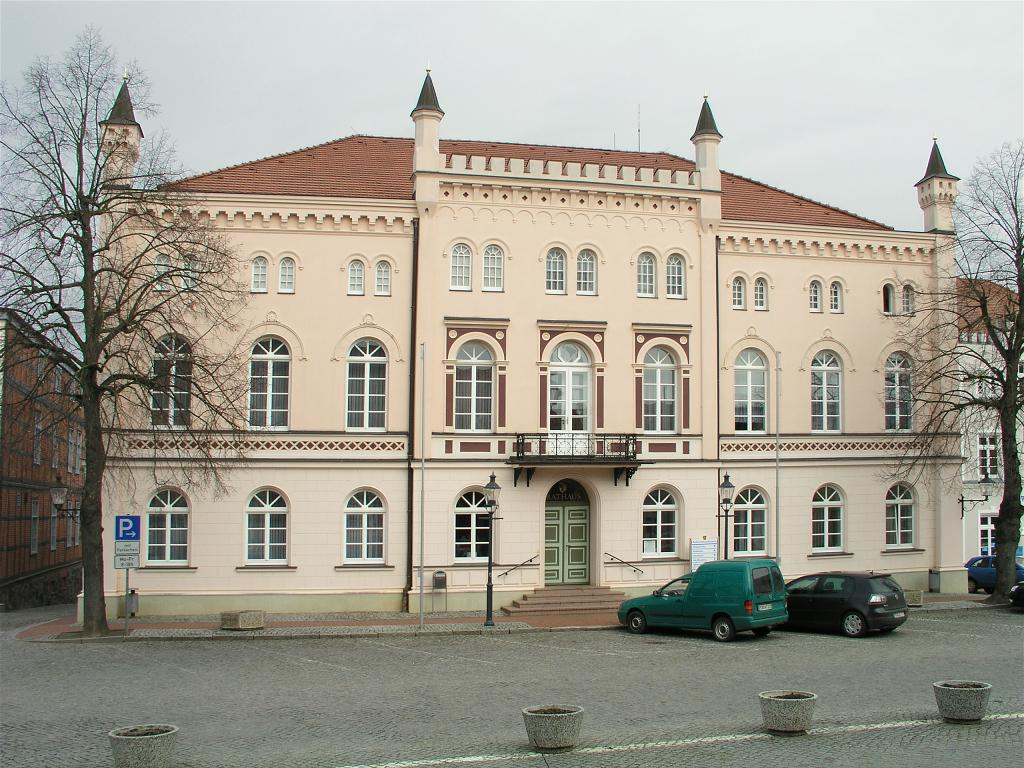
Het Raadhuis van Sternberg

Sternberg is een kleine stad die al in 1248 stadsrechten ontving van de Heer van Parchim-Richenberg. De stad was in het begin van de 14e eeuw residentie van Hendrik II van Mecklenburg. De Stadkerk dateert uit deze tijd. In 1549 werd in de stad een Landdag gehouden waarop de standen van Mecklenburg besloten tot het volgen van de Reformatie.
Naast de historische stadskern bestaat de gemeente Sternberg uit de ortsteile: Gägelow, Groß Görnow (tot 2003 een zelftsnadige gemeente), Groß Raden, Klein Görnow, Pastin, Neu Pastin, Sagsdorf, Sternberger Burg en Zülow.

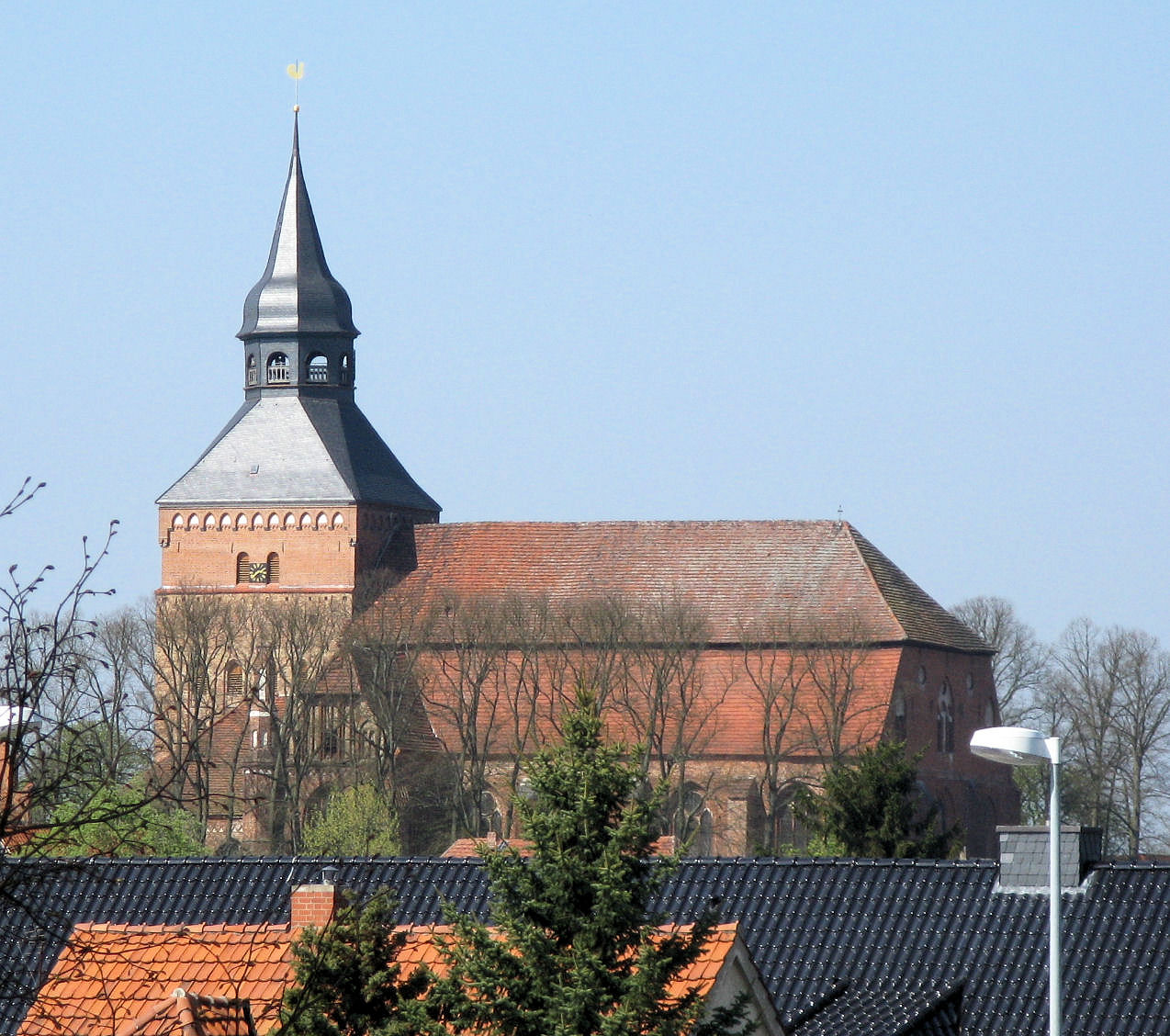
Stadskerk Sternberg
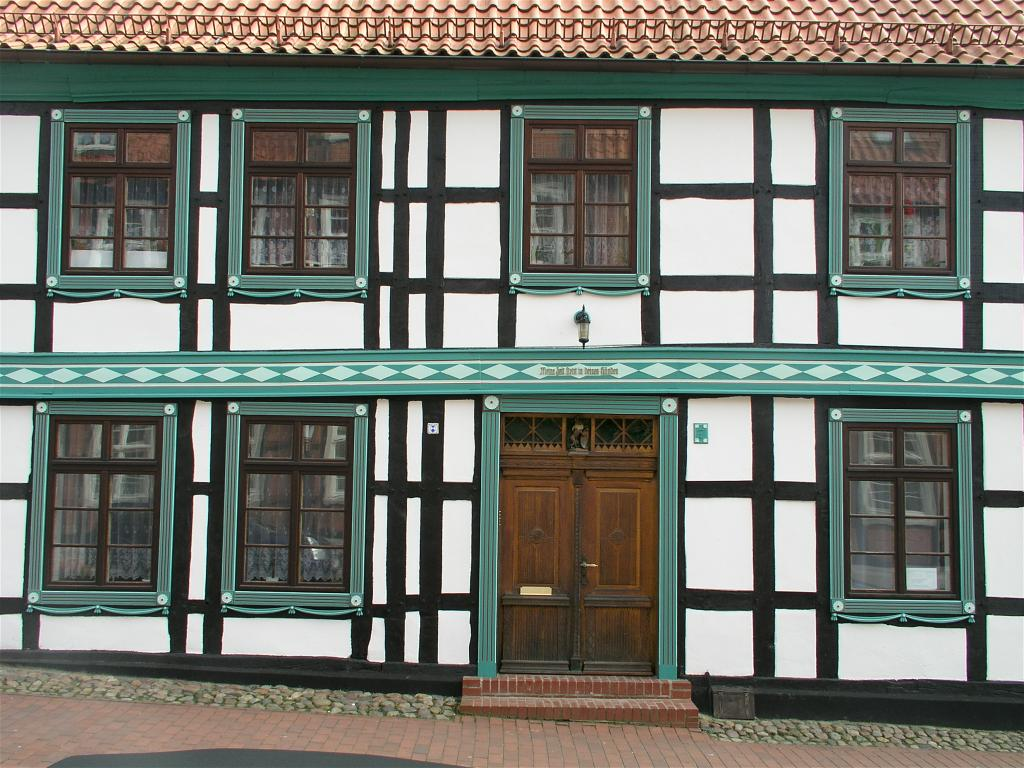
Fachwerkhaus Kütiner Straße 7
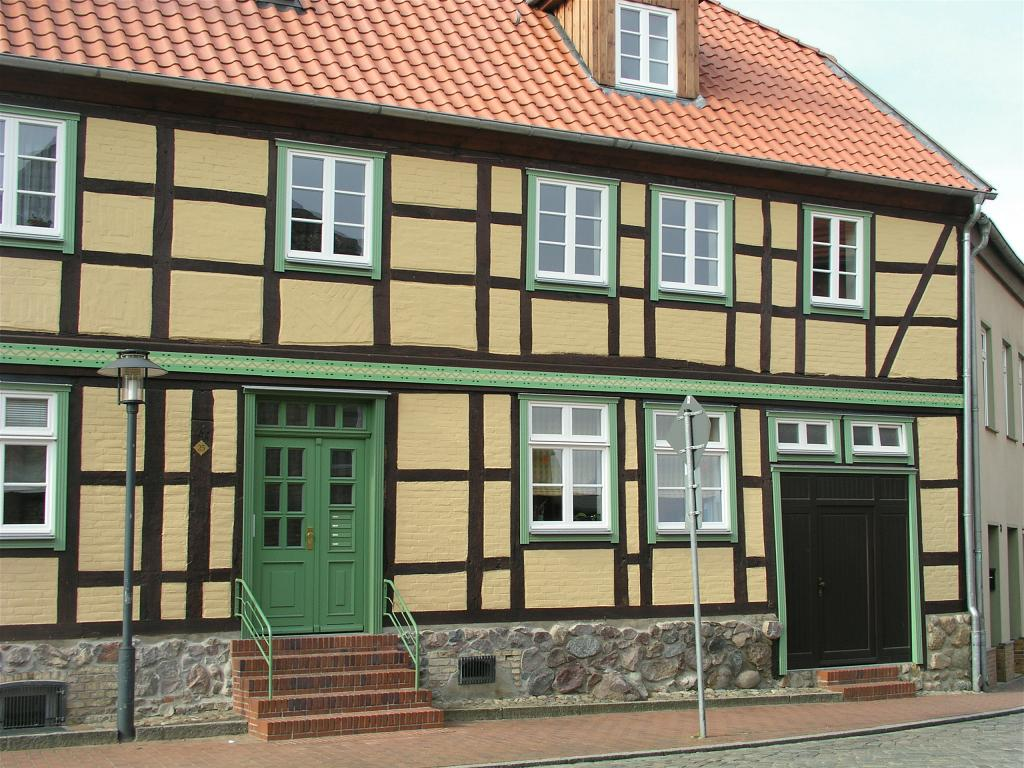
Fachwerkhaus Luckower Straße 25
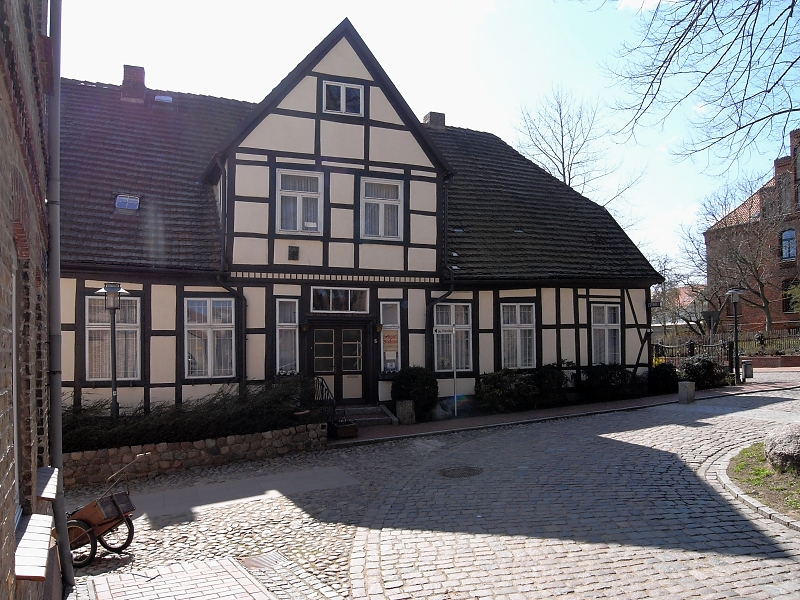
Heimatmuseum Mühlenstraße 8
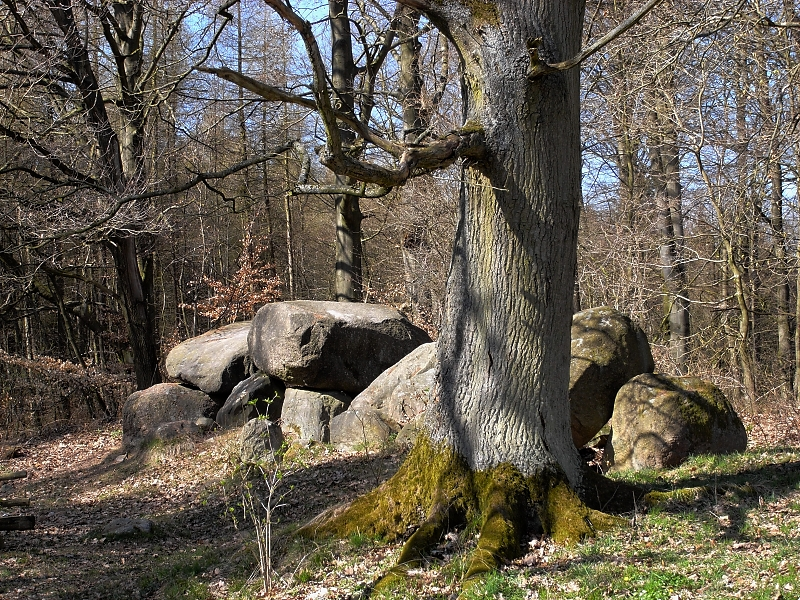
Hunebed bij Klein Görnow
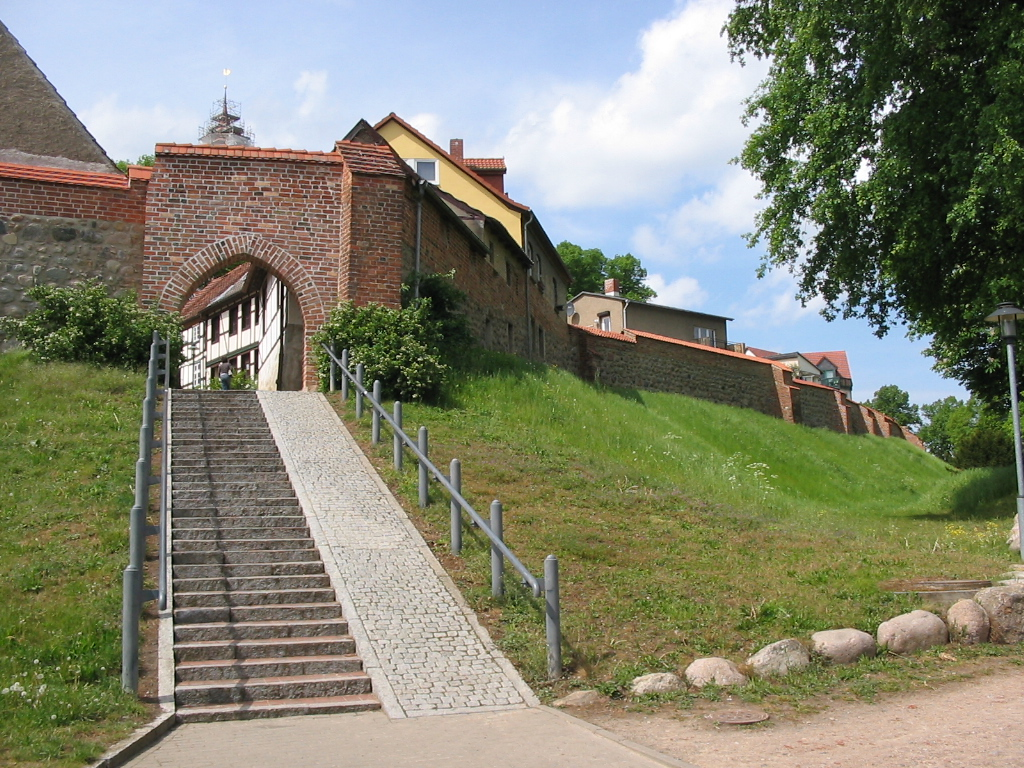
Restant van de stadsmuur